# Molophilus flavotibialis
Molophilus flavotibialis är en tvåvingeart som beskrevs av Alexander 1969. Molophilus flavotibialis ingår i släktet Molophilus och familjen småharkrankar. Inga underarter finns listade i Catalogue of Life.